# Ділліанне ван ден Боґард
Ділліанне ван ден Боґард (нід. Dillianne van den Boogaard, 9 серпня 1974) — нідерландська хокеїстка на траві.
Бронзова призерка Олімпійських Ігор 1996, 2000 років.
Чемпіонка Європи 1995, 1999 років.
Переможниця Трофею чемпіонів 2000 року, срібна призерка 1999, 2001 років, бронзова призерка 1997 року.
Срібна призерка Чемпіонату світу 1998 року.